# 이와마쓰촌 (시즈오카현)
이와마쓰촌(岩松村)은 시즈오카현의 동부, 후지군에 속했던 촌이다. 현재의 후지시 남부에 해당한다.

## 역사
- 1889년 4월 1일 - 정촌제 시행에 의해 후지군 이와마쓰촌이 성립하였다.
- 1954년 3월 31일 - 후지정, 다고노우라촌과 합병해, 후지시가 성립하여, 동일 이와마쓰촌은 폐지되었다.

## 교통

### 철도
일본국유철도 미노부선이 촌을 지나가고 있으며, 아주 가까운 곳에 유즈키역이 있다. 

## 참고 문헌
- 角川日本地名大辞典 22 静岡県